# 952 Caia
952 Caia, asteroid glavnog pojasa. Otkrio ga je Grigorij Neujmin, 27. listopada 1916.

## Vanjske poveznice
- Minor Planet Center